# Comuna Komarove, Manevîci
Komarove (în ucraineană Комарове) este o comună în raionul Manevîci, regiunea Volînia, Ucraina, formată din satele Komarove (reședința) și Novosilkî.

## Demografie
Componența lingvistică a satului Komarove
     Ucraineană (99,93%)
     Alte limbi (0,07%)
Conform recensământului din 2001, majoritatea populației satului Komarove era vorbitoare de ucraineană (99,93%), existând în minoritate și vorbitori de alte limbi.